# Kuna Yala (huyện)
Huyện Kuna Yala là một huyện (distrito) thuộc tỉnh Kuna Yala ở Panama. Theo điều tra dân số năm 2000, huyện này có dân số 32446 người. Huyện Kuna Yala có diện tích 2393 km². Huyện lỵ đóng tại Narganá.